# Svenska mästerskapen i friidrott 2022
Svenska mästerskapen i friidrott 2022 är de 127:e svenska mästerskapen, med följande deltävlingar:
- SM 100 km landsväg och 24-timmarslöpning den 23 till 24 april i Växjö; arrangör Växjö LK
- SM stafett den 28 till 29 maj på Slottsskogsvallen, Göteborg; arrangör Vallenklubbarna
- SM maraton den 4 juni i Stockholm; arrangörer Hässelby SK och Spårvägens FK
- SM 10 km landsväg den 16 juni i Stockholm; arrangörer Hässelby SK och Spårvägens FK
- SM lag den 21 juni på Uppsala Friidrottsarena, Uppsala; arrangör Upsala IF
- SM halvmaraton den 13 juli i Anderstorp; arrangörer Villstad GIF och Hälle IF
- SM i mångkamp den 23 till 24 juli på Arosvallen, Västerås; arrangör Västerås FK
- Stora SM (Friidrotts-SM) den 5 till 7 augusti på Norrköpings Friidrottsarena; arrangör Tjalve IF Norrköping
- SM terräng den 22 och 23 oktober i Vällingby; arrangör Hässelby SK

## Medaljörer

### Herrar

#### Gång- och löpgrenar
| Gren               | Guld             | Guld                                                                      | Guld                  | Silver              | Silver                                                        | Silver          | Brons                   | Brons                                                        | Brons           |
| 100 meter          | Henrik Larsson   | IF Göta                                                                   | 10,30                 | Dennis Otieno       | Hammarby IF                                                   | 10,47           | Viktor Thor             | Strands IF                                                   | 10,61           |
| 200 meter          | William Trulsson | Malmö AI                                                                  | 20,95                 | Zion Eriksson       | Falu IK                                                       | 21,08 0PB0      | Desmond Rogo            | Upsala IF                                                    | 21,24           |
| 400 meter          | Carl Bengtström  | Örgryte IS                                                                | 46,06 0SB0            | Kasper Kadestål     | Malmö AI                                                      | 46,78           | Alexander Nyström       | Rehns BK                                                     | 47,06           |
| 800 meter          | Andreas Kramer   | Ullevi FK                                                                 | 1.47,79               | Felix Francois      | Örgryte IS                                                    | 1.49,85         | Habtom Asgede           | Löparnas Vänner IF                                           | 1.50,89         |
| 1 500 meter        | Samuel Pihlström | Hälle IF                                                                  | 3.47,24               | Kalle Berglund      | Spårvägens FK                                                 | 3.47,92         | Emil Danielsson         | Spårvägens FK                                                | 3.48,62         |
| 5 000 meter        | Andreas Almgren  | Turebergs FK                                                              | 13.54,38              | Emil Danielsson     | Spårvägens FK                                                 | 13.56,22        | Samuel Russom           | Hässelby SK                                                  | 13.58,23 0PB0   |
| 10 000 meter       | Simon Sundström  | IFK Lidingö                                                               | 28.41,40              | Samuel Russom       | Hässelby SK                                                   | 28.41,48 0PB0   | Emil Millán de la Oliva | Eskilstuna FI                                                | 28.42,62        |
| Halvmaraton        | Samuel Tsegay    | Hälle IF                                                                  | 1:04.07               | Samuel Russom       | Hässelby SK                                                   | 1:04.07         | Linus Rosdahl           | IK Akele                                                     | 1:05.08 0PB0    |
| Maraton            | Samuel Russom    | Hässelby SK                                                               | 2:15.39               | Olle Walleräng      | Spårvägens FK                                                 | 2:20.05 0PB0    | Archibald Casteel       | Spårvägens FK                                                | 2:20.59         |
| 10 km landsväg     | Samuel Russom    | Hässelby SK                                                               | 28.52 0SB0            | Mohammad Reza       | Keep Up RC                                                    | 29.01 0SB0      | Miguel Palm             | Mölndals AIK                                                 | 29.39 0PB0      |
| 100 km landsväg    | Elov Olsson      | Ockelbo SK                                                                | 6:36.30 0MR0, 0PB0    | Linus Wirén         | Hälle IF                                                      | 6:45.44 0SB0    | Mattias Wellermark      | IK Akele                                                     | 7:03.54 0PB0    |
| 4 km terräng       | Andreas Almgren  | Turebergs FK                                                              | 11.10                 | Emil Danielsson     | Spårvägens FK                                                 | 11.12           | Samuel Russom           | Hässelby SK                                                  | 11.14           |
| 10 km terräng      | Andreas Almgren  | Turebergs FK                                                              | 29.21                 | Samuel Russom       | Hässelby SK                                                   | 29.24           | Samuel Tsegay           | Hälle IF                                                     | 29.33           |
| 4 km terräng lag   | Hälle IF         | Samuel Pihlström, Max Peter Bejmer, Arvid Öhrn                            | 18 p                  | Hässelby SK         | Samuel Russom, Axel Djurberg, Gustav Berlin                   | 24 p            | Spårvägens FK           | Emil Danielsson, Oliver Löfqvist, John Foitzik               | 36 p            |
| 10 km terräng lag  | Hälle IF         | Samuel Tsegay, Max Peter Bejmer, Arvid Öhrn                               | 16 p                  | Hässelby SK         | Samuel Russom, Erik Djurberg, Yohannes Kiflay                 | 21 p            | Keep Up RC              | Mohammad Reza, Kristofer Låås, Tom Honig                     | 26 p            |
| 3 000 meter hinder | Emil Blomberg    | Hässelby SK                                                               | 8.55,57               | Vidar Johansson     | Ullevi FK                                                     | 8.57,80         | Miguel Palm             | Mölndals AIK                                                 | 9.00,59         |
| 110 meter häck     | Joel Bengtsson   | IFK Helsingborg                                                           | 13,52 w               | Max Hrelja          | Malmö AI                                                      | 13,59 w         | Anton Levin             | Malmö AI                                                     | 13,76 w         |
| 400 meter häck     | Isak Andersson   | Upsala IF                                                                 | 50,71 0SB0            | Karl Wållgren       | Örgryte IS                                                    | 50,96           | Anton Bertilsson        | IFK Växjö                                                    | 51,46           |
| 4 × 100 meter      | Örgryte IS       | Jonatan Hirsh Alex Apelgrim Tobias Carlryd Anders Pihlblad                | 40,94                 | Malmö AI            | Max Hrelja Kasper Kadestål Douglas Hellbratt Simon Martinsson | 41,21           | Upsala IF               | Simon Plesse Odain Rose Isak Andersson Desmond Rogo          | 41,40           |
| 4 × 400 meter      | Malmö AI         | Simon Martinsson Viktor Bondesson William Trulsson Nick Ekelund-Arenander | 3.11,11               | Upsala IF           | Isak Andersson Björn Seifert Desmond Rogo Erik Martinsson     | 3.12,08         | Örgryte IS              | Samuel Wiik Felix Francois Joakim Karlsson Karl Wållgren     | 3.12,38         |
| 4 × 800 meter      | Spårvägens FK    | Walid Oussalah Abdelfath Yassin Kalle Berglund Joakim Andersson           | 7.35,34               | Hälle IF            | Jonas Magnusson Olle Ahlberg Benjamin Åberg Samuel Pihlström  | 7.36,85         | Mölndals AIK            | Miguel Palm Victor Wahlgren Alexander Nilsson Jonathan Grahn | 7.39,25         |
| 4 × 1 500 meter    | Spårvägens FK    | Abdelfath Yassin Johan Fagerberg Emil Danielsson Kalle Berglund           | 15.20,53              | Hälle IF            | Anders Grahl Sharmarke Ahmed Olle Ahlberg Samuel Pihlström    | 15.43,35        | Spårvägens FK           | Bienvenue Musore Daniel Gleimar Walid Oussalah Jonatan Lamy  | 16.50,13        |
| 24-timmarslöpning  | Erik Olofsson    | IF Mantra Sport                                                           | 266,587 km 0MR0, 0PB0 | Christian Malmström | Team Blekinge LF                                              | 262,002 km 0PB0 | Torbjörn Gyllebring     | Umara SC                                                     | 260,445 km 0PB0 |

#### Teknikgrenar
| Gren          | Guld              | Guld          | Guld               | Silver                                           | Silver                       | Silver      | Brons             | Brons           | Brons           |
| Höjdhopp      | Melwin Lycke Holm | Kils AIK      | 2,18 m 0PB0        | Oliver Ericsson-SottermanSimon WiklundEmil Uhlin | Upsala IFMölndals AIKFalu IK | 2,06 m      | Ingen tilldelad   | Ingen tilldelad | Ingen tilldelad |
| Stavhopp      | Robin Jacobsson   | Ullevi FK     | 5,27 m 0PB0        | Simon Thor                                       | Hässelby SK                  | 5,22 m 0PB0 | Marcus Nilsson    | Högby IF        | 5,17 m 0PB0     |
| Längdhopp     | Thobias Montler   | Ullevi FK     | 7,87 m             | Jesper Hellström                                 | Hässelby SK                  | 7,60 m w    | Carl af Forselles | Hässelby SK     | 7,57 m w        |
| Tresteg       | Lukas Edqvist     | Örgryte IS    | 15,58 m w          | Erik Ehrlin                                      | Hammarby IF                  | 15,41 m     | Gustav Tartu      | Ullevi FK       | 15,15 m w       |
| Kulstötning   | Jesper Arbinge    | Spårvägens FK | 18,93 m            | Viktor Gardenkrans                               | Upsala IF                    | 18,51 m     | Wictor Petersson  | Malmö AI        | 18,20 m         |
| Diskus        | Simon Pettersson  | Hässelby SK   | 70,42 m 0MR0, 0PB0 | Daniel Ståhl                                     | Spårvägens FK                | 70,29 m     | Niklas Arrhenius  | Spårvägens FK   | 60,32 m         |
| Släggkastning | Ragnar Carlsson   | Hässelby SK   | 74,51 m            | Hugo Sörby                                       | Upsala IF                    | 65,09 m     | Oscar Vestlund    | IF Göta         | 62,63 m         |
| Spjutkastning | Jakob Samuelsson  | Hässelby SK   | 77,49 m            | Joni Kaartinen                                   | Örgryte IS                   | 70,20 m     | Esa Hiltunen      | Ullevi FK       | 68,82 m         |

#### Övrigt
| Gren       | Guld               | Guld        | Guld     | Silver     | Silver  | Silver        | Brons             | Brons       | Brons         |
| Tiokamp    | Fredrik Samuelsson | Hässelby SK | 7 713 p. | Emil Uhlin | Falu IK | 7 618 p. 0PB0 | Carl af Forselles | Hässelby SK | 7 028 p. 0SB0 |
| Lagtävling | Örgryte IS         | —           | 100 p.   | Upsala IF  | —       | 91 p.         | Hässelby SK       | —           | 91 p.         |

### Damer

#### Gång- och löpgrenar
| Gren               | Guld                    | Guld                                                         | Guld                  | Silver              | Silver                                                    | Silver          | Brons            | Brons                                                             | Brons           |
| 100 meter          | Julia Henriksson        | IFK Helsingborg                                              | 11,55                 | Daniella Busk       | Malmö AI                                                  | 11,71           | Filippa Sivnert  | Malmö AI                                                          | 11,73           |
| 200 meter          | Lisa Lilja              | Ullevi FK                                                    | 23,14 0PB0            | Julia Henriksson    | IFK Helsingborg                                           | 23,44           | Moa Hjelmer      | Spårvägens FK                                                     | 23,51           |
| 400 meter          | Marie Kimumba           | Spårvägens FK                                                | 54,03                 | Moa Hjelmer         | Spårvägens FK                                             | 54,49           | Klara Helander   | Upsala IF                                                         | 54,90           |
| 800 meter          | Wilma Nielsen           | Örgryte IS                                                   | 2.09,55               | Hanna Hermansson    | Turebergs FK                                              | 2.09,81         | Lovisa Lindh     | Ullevi FK                                                         | 2.09,98         |
| 1 500 meter        | Hanna Hermansson        | Turebergs FK                                                 | 4.15,97               | Yolanda Ngarambe    | Turebergs FK                                              | 4.16,52         | Wilma Nielsen    | Örgryte IS                                                        | 4.41,54         |
| 5 000 meter        | Samrawit Mengsteab      | Hälle IF                                                     | 16.32,71              | Sara Christiansson  | Sävedalens AIK                                            | 16.34,78        | Lovisa Modig     | Torsby LK                                                         | 16.41,89        |
| 10 000 meter       | Samrawit Mengsteab      | Hälle IF                                                     | 34.34,21              | Lovisa Modig        | Torsby LK                                                 | 34.53,22        | Julia Nilsson    | IK Pallas                                                         | 35.08,42 0PB0   |
| Halvmaraton        | Samrawit Mengsteab      | Hälle IF                                                     | 1:15.25 0PB0          | Isabelle Brauer     | Hässelby SK                                               | 1:15.54 0PB0    | Linnéa Sennström | Hässelby SK                                                       | 1:16.55         |
| Maraton            | Hanna Lindholm          | Högby IF                                                     | 2:36.39 0SB0          | Erica Lech          | Örebro AIK                                                | 2:46.08 0PB0    | Louise Ringström | Spårvägens FK                                                     | 2:46.48 0PB0    |
| 10 km landsväg     | Anastasia Denisova Thor | Keep Up RC                                                   | 33.15 0PB0            | Samrawit Mengsteab  | Hälle IF                                                  | 33.24 0=PB0     | Hanna Lindholm   | Högby IF                                                          | 33.30 0SB0      |
| 100 km landsväg    | Nikita Steiner          | Hässelby SK                                                  | 7:59.31 0PB0          | Lina Karlsson       | En av Tre RC                                              | 8:01.24 0PB0    | Frida Södermark  | Tjalve FIF                                                        | 8:33.57 0SB0    |
| 4 km terräng       | Samrawit Mengsteab      | Hälle IF                                                     | 13.25                 | Sara Christiansson  | Sävedalens AIK                                            | 13.35           | Johanna Larsson  | Örgryte IS                                                        | 13.41           |
| 10 km terräng      | Samrawit Mengsteab      | Hälle IF                                                     | 35.00                 | Charlotte Andersson | IFK Umeå                                                  | 35.30           | Hanna Lindholm   | Högby IF                                                          | 36.05           |
| 4 km terräng lag   | Hälle IF                | Samrawit Mengsteab, Moa Enmark, Emy Thorén                   | 20 p                  | Hässelby SK         | Louise Wiker, Anna Silvander, Elin Marcusson              | 35 p            | Örgryte IS       | Johanna Larsson, Hanna Michaelsson, Desiree Lilliehöök            | 58 p            |
| 10 km terräng lag  | Hälle IF                | Samrawit Mengsteab, Moa Enmark, Emy Thorén                   | 24 p                  | Örgryte IS          | Johanna Larsson, Hanna Michaelsson, Desiree Lilliehöök    | 49 p            | Hässelby SK      | Louise Wiker, Kerstin Axelsson, Ida Blom                          | 52 p            |
| 3 000 meter hinder | Linn Söderholm          | Sävedalens AIK                                               | 9.44,25 0PB0          | Emilia Lillemo      | Täby IS                                                   | 9.48,45         | Amélie Svensson  | Sävedalens AIK                                                    | 9.52,49 0PB0    |
| 100 meter häck     | Hanna Palmqvist         | Mölndals AIK                                                 | 13,27 w               | Elin Lindeblad      | Kalmar SK                                                 | 13,51 w         | Alva von Gerber  | Huddinge AIS                                                      | 13,67 w         |
| 400 meter häck     | Moa Granat              | Vallentuna FK                                                | 56,77 0PB0            | Minna Svärd         | IF Göta                                                   | 58,42           | Ebba Svantesson  | Upsala IF                                                         | 59,38 0PB0      |
| 4 × 100 meter      | Malmö AI                | Filippa Sivnert Wilma Rosenquist Daniella Busk Ida Staafgård | 44,48                 | Spårvägens FK       | Katharina Gråman Sandra Törnros Marie Kimumba Moa Hjelmer | 45,35           | Ullevi FK        | Alice Svantesson Elvira Tanderud Matilda Hellqvist Ebba Magnusson | 45,76           |
| 4 × 400 meter      | IF Göta                 | Lovisa Ellström Lova Perman Lathifa Afrah Hanna Karlsson     | 3.39,88               | Spårvägens FK       | Tuva Lindqvist Marie Kimumba Jonna Claesson Moa Hjelmer   | 3.43,07         | Täby IS          | Maria Södergren Lovisa Linde Greta Graziani Linnéa Frobe          | 3.45,82         |
| 4 × 800 meter      | IF Göta                 | Lovisa Ellström Olivia Weslien Ella Holmqvist Lova Perman    | 8.57,20               | Täby IS             | Ottilia Alvarsson Lovisa Linde Greta Graziani Maja Sund   | 9.08,33         | Mölndals AIK     | Saga Hagelin Frida Berglin Alma Svantesson Elin Brink             | 9.08,66         |
| 3 × 1 500 meter    | IF Göta                 | Wilma Karlsson Meija Peterson Olivia Weslien                 | 14.02,14              | Mölndals AIK        | Sara Dädeby Julia Törnblad Elin Brink                     | 14.14,26        | Hässelby SK      | Elin Marcusson Linn Adolfsson Wilma Marcusson                     | 14.14,67        |
| 24-timmarslöpning  | Anna Carlsson           | Umara SC                                                     | 228,298 km 0MR0, 0PB0 | Elin Hartelius      | IF Kville                                                 | 219,005 km 0PB0 | Louise Kjellson  | Umara SC                                                          | 218,425 km 0PB0 |

#### Teknikgrenar
| Gren          | Guld                | Guld             | Guld         | Silver            | Silver           | Silver       | Brons             | Brons          | Brons        |
| Höjdhopp      | Maja Nilsson        | Örgryte IS       | 1,87 m       | Bianca Salming    | Turebergs FK     | 1,80 m       | Ellen Ekholm      | Ullevi FK      | 1,77 m       |
| Stavhopp      | Lisa Gunnarsson     | Hässelby SK      | 4,24 m       | Gabriella Jönsson | IFK Helsingborg  | 4,09 m       | Michaela Meijer   | Örgryte IS     | 4,01 m       |
| Längdhopp     | Maja Åskag          | Råby-Rekarne FIF | 6,73 m w     | Khaddi Sagnia     | Ullevi FK        | 6,57 m w     | Tilde Johansson   | Falkenbergs IK | 6,35 m w     |
| Tresteg       | Rebecka Abrahamsson | Örgryte IS       | 13,54 m 0SB0 | Maja Åskag        | Råby-Rekarne FIF | 13,32 m      | Jenny Lestander   | Örgryte IS     | 13,31 m w    |
| Kulstötning   | Fanny Roos          | Malmö AI         | 18,47 m      | Sara Lennman      | Spårvägens FK    | 17,23 m      | Axelina Johansson | Hässelby SK    | 16,72 m      |
| Diskus        | Vanessa Kamga       | Hässelby SK      | 60,33 m 0PB0 | Mathilda Eriksson | Malmö AI         | 58,42 m 0PB0 | Emma Ljungberg    | Spårvägens FK  | 55,63 m 0SB0 |
| Släggkastning | Grete Ahlberg       | Hammarby IF      | 66,50        | Kajsa Wennberg    | Upsala IF        | 64,46        | Rebecka Hallerth  | Spårvägens FK  | 64,04        |
| Spjutkastning | Carolin Näslund     | IF Göta          | 50,96 m      | Bianca Salming    | Turebergs FK     | 50,13 m 0SB0 | Matilda Elfgaard  | IFK Växjö      | 48,22 m      |

#### Övrigt
| Gren       | Guld           | Guld         | Guld          | Silver          | Silver   | Silver   | Brons           | Brons         | Brons         |
| Sjukamp    | Bianca Salming | Turebergs FK | 6 065 p. 0SB0 | Lovisa Karlsson | Högby IF | 5 460 p. | Emma Söderström | Göteborgs KIK | 4 870 p. 0SB0 |
| Lagtävling | Spårvägens FK  | —            | 93 p.         | Ullevi FK       | —        | 92 p.    | Hässelby SK     | —             | 90 p.         |